# Ernő Jendrassik
Ernő Jendrássik (Ernst Jendrassik, ur. 7 czerwca 1858 w Koloszwarze, zm. 21 grudnia 1921 w Budapeszcie) – węgierski lekarz neurolog, pamiętany za prace nad odruchami. Opisany przez niego manewr ułatwiający wywołanie odruchu kolanowego do dziś znany jest jako manewr Jendrassika.

## Życiorys
Urodził się w Koloszwarze (dziś Kluż-Napoka) w Siedmiogrodzie. Jego ojcem był Jenő Jendrassik, znany lekarz i profesor fizjologii. Ernő ukończył studia medyczne na Uniwersytecie w Budapeszcie w 1880 roku i rozpoczął pracę w Klinice Medycyny Wewnętrznej. Jego pierwsza praca, zatytułowana Beiträge zur Lehre von den Sehnenreflexen, została opublikowana w 1883 i przysporzyła Jendrassikowi uznanie w kraju i za granicą. Dzięki niej dostał możliwość podróży po Europie i odwiedzenia wszystkich ważniejszych neurologicznych klinik, w Wiedniu, Monachium, Lipsku i Paryżu, gdzie przez sześć miesięcy 1884 roku pracował z Jeanem-Martinem Charcotem.
Od 1894 roku Jendrassik pracował na oddziale neurologicznym w 2. Klinice Medycyny Wewnętrznej, przekształconym w 1902 roku w samodzielną Klinikę Neurologiczną. W 1908 roku zastąpił Frigyesa Korányiego na stanowisku dyrektora i ordynatora 1. Kliniki Medycyny Wewnętrznej, na którym pozostał przez następne 13 lat. Tam zorganizował od razu osobny oddział i ambulatorium neurologiczne. Zajmował się nie tylko neurologią i medycyną wewnętrzną ale też psychiatrią, mimo że w tym czasie na Węgrzech psychiatria była oddzielnie wykładana i nauczana.
Węgierska Akademia Nauk wybrała Jendrassika w 1898 roku na członka korespondenta, a w 1918 roku został jej członkiem rzeczywistym. Należał do Société anatomique w Paryżu. Zmarł 21 grudnia 1921 roku w Budapeszcie.
W 1922 roku, rok po śmierci Jendrassika, Károly Schaffer stwierdził, że „z uzasadnioną dumą, możemy go nazwać węgierskim Charcotem”. Uniwersytet Semmelweisa w 1960 roku ustanowił medal Ernő Jendrassika przyznawany co roku autorowi najwybitniejszej publikacji naukowej.
Jendrassikowi poświęcono szereg artykułów biograficznych i wspomnieniowych, większość w języku węgierskim, także w niemieckim i angielskim.

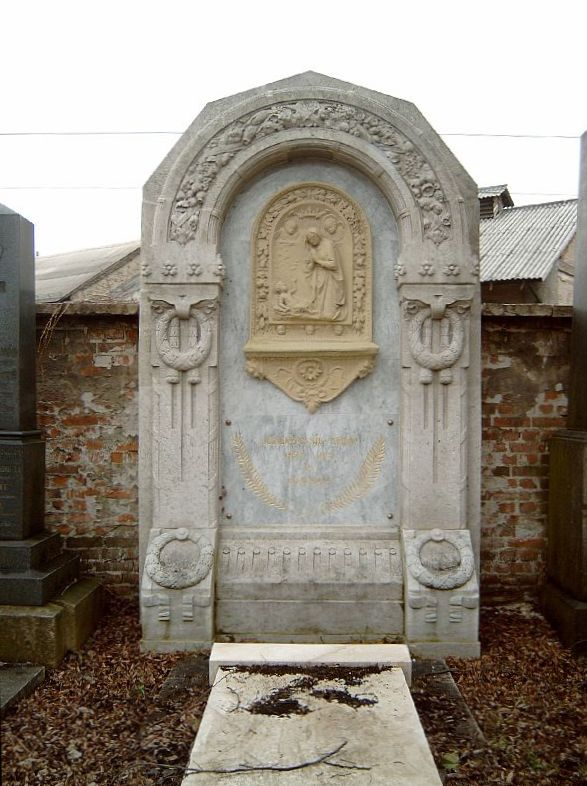
Grób Jenő i Ernő Jendrassików w Budapeszcie

## Dorobek naukowy

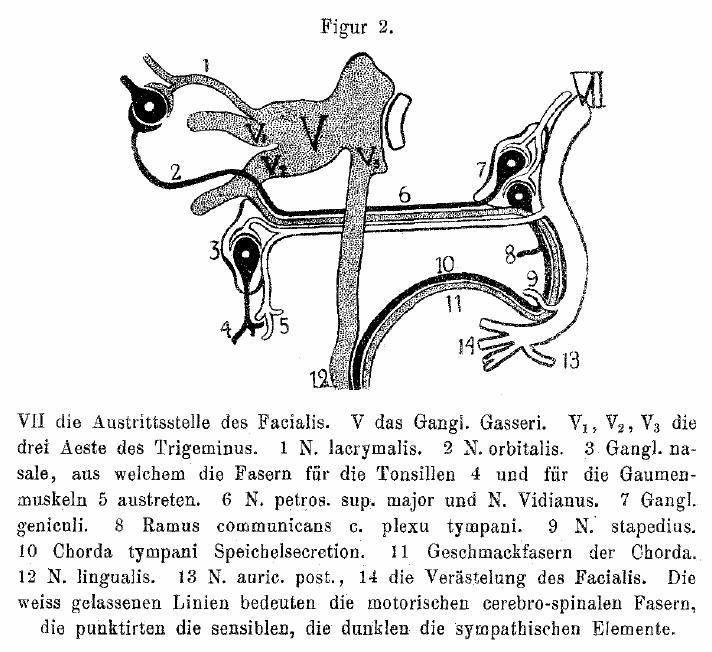
Ilustracja z pracy Jendrassika z 1896 roku przedstawiająca połączenia nerwów V i VII oraz przebieg włókien współczulnych (czarne), ruchowych (białe), czuciowych (kropkowane)

Jendrassik opublikował 123 prace w węgierskich i zagranicznych czasopismach, z których 23% poświęconych było medycynie wewnętrznej, 44% neurologii, a 14% psychiatrii. Zajmował się również filozofią, psychologią i psychiatrią sądową. Doniosłe były jego badania nad neurologią ruchu: rozpatrywał czynność mięśnia nie w związku z jego rzeczywistą lokalizacją, ale miejscem przyczepu (np. mięsień podłopatkowy i nadgrzebieniowy zaangażowane są w ruch dalszego odcinka ręki, mimo że są od niego oddalone). Przez niemal 20 lat kariery naukowej badał odruchy, począwszy od uznanej pracy z 1882 roku. Jendrassik wyróżnił trzy grupy odruchów: 
- ścięgniste i okostnowe, których łuk odruchowy przebiega przez rdzeń kręgowy;
- skórne, w których droga odruchu angażuje korę mózgową;
- złożone (np. połykanie, mikcja), w których przełączenie między neuronami czuciowymi a ruchowymi odbywa się w niżej położonych częściach mózgowia. Opisał zjawisko wykorzystywane przez neurologów do dziś jako manewr Jendrassika (ang. Jendrassik maneuvre, niem. Jendrassik'scher Handgriff): odruch (np. kolanowy) jest wzmocniony, gdy jednocześnie inna grupa mięśni w tym samym czasie jest w skurczu. Zjawisko można zaobserwować wywołując odruch kolanowy u osoby splatającej mocno dłonie lub wykonującej inną pracę mięśni rąk[11]. Jendrassik podał prawidłowe wytłumaczenie zjawiska jakim jest ośrodkowe wzmożenie aktywności włókien aferentnych, a nie odwrócenie uwagi pacjenta jak nieraz jeszcze dziś się uważa[1].

Jendrassik między 1887 a 1892 rokiem prowadził intensywne badania nad popularną wówczas hipnozą. Na Węgrzech wczesne badania nad hipnotyzmem z psychiatrycznego punktu widzenia przeprowadzali Károly Laufenauer i jego młody asystent Károly Schaffer w klinice Wydziału Zdrowia i Patologii Psychicznej budapeszteńskiego Wydziału Medycyny. Jendrassik swoje badania prowadził w Klinice Chorób Wewnętrznych. Poza hipnozą badał też inne zjawiska fizjologiczne, najwięcej zainteresowania poświęcając jednak potędze sugestii, wolnej woli i sądowym implikacjom hipnozy. We wrześniu 1894 roku całą Europę obiegła wiadomość o spowodowanej hipnozą śmierci młodej pacjentki Franza Neukomma podczas jednego z popularnych publicznych seansów hipnotycznych. Jendrassik przeprowadził szereg eksperymentów behawioralnych mających dowieść zupełnego braku wolnej woli u zahipnotyzowanych pacjentów. Opisał m.in. doświadczenie jakiemu poddał swoją pacjentkę Ilmę, która za sprawą hipnozy myślała, że jest psem, chodziła na czterech kończynach i szczekała. Innego pacjenta Jendrassik poczęstował surowym ziemniakiem, przekonując go że karmi go pieczonym udkiem kurczaka. Pacjent zjadł ziemniaka „z wielkim apetytem”. Inni jeszcze zahipnotyzowani pacjenci pili ocet przekonani, że jest to wyśmienity tokaj. W końcu, Ilma na sugestię Jendrassika skłonna była bez wahania pisać listy miłosne do lekarza, który miał rzekomo zabić jej ojca. W innym eksperymencie próbowała zabić rolką papieru jednego z lekarzy, również poddana odpowiedniej sugestii. Konkludując, Jendrassik uznał, że osoba w stanie hipnozy nie dysponuje żadną wolną wolą i stąd wszystkie jej działania są efektem narzuconej woli hipnotyzera. W kontekście przypadku Elli, pacjentki Neukomma, przemawiałoby to za jego winą.
Jendrassik badał też dziedziczne schorzenia układu nerwowego. Opisał w szczegółach 25 członków 14 dotkniętych nimi rodzin, przebadanych następnie neuropatologicznie przez Károlya Schaffera. Jendrassik napisał rozdział o neurologicznych chorobach genetycznych do podręcznika neurologii pod redakcją Maxa Lewandowsky’ego.
Na polu medycyny wewnętrznej osiągnięciem Jendrassika było odkrycie diuretycznych własności kalomelu, i opracowanie optymalnej dawki redukującej niepożądane działanie przeczyszczające związku. Napisał też prace z dziedziny neuroanatomii, między innymi zaproponował, że włókna czuciowe dla gruczołu łzowego odchodzą od nerwu Widiusza (gałąź nerwu VII) do nerwu V w okolicy zwoju skrzydłowo-podniebiennego. W latach I wojny światowej zajmował się psychozą wojenną, zauważając jej odpowiednik także u cywili. "Wśród tych ludzi, którzy nie ucierpieli w żadnym stopniu od fizycznych urazów, widziałem zupełnie typowe przypadki astazji, tików, skurczy [...] prawdziwy odpowiednik psychozy u żołnierzy.
Jako psychiatra Jendrassik dał się zapamiętać jako nieprzejednany wróg psychoanalizy. W sporządzonej na prośbę ministra Zsigmonda Kunfi opinii stwierdził, że psychoanaliza nie jest nauką, „szerzy niemoralność i pornografię”. W podręczniku interny Jendrassik określił ją ponownie jako zamaskowaną pornografię (getarnte Pornographie) i dalej: 

Według tej nauki, histeria jest jedynie następstwem doznanych urazów na tle seksualnym (lub tylko psychicznych) w najwcześniejszym dzieciństwie, i proponuje psychoanalizę jako metodę jej leczenia. Ta składa się z trwających tygodniami prywatnych rozmów, podczas których lekarz zadaje pacjentowi nietaktowne, dręczące i nieprzyzwoite pytania. Tak długo jak ci uczeni piszą tylko senniki (a robią to!) nie powinniśmy sprawy brać na poważnie, jednak metoda ta stanowi dla młodych dziewcząt duże zagrożenie 

Jendrassik był zainteresowany organizacją opieki zdrowotnej w swoim kraju i brał czynny udział w jej rozwoju. Korespondował m.in. z Pierre'em Marie chcąc poznać od niego organizację służby zdrowia we Francji. W liście z 6 stycznia 1893 roku (cytowanym przez Pásztora) Marie odpowiedział Jendrassikowi, że we Francji szpitale podlegają lokalnym samorządom, a ośrodki dla psychicznie chorych i sierocińce bezpośrednio władzom centralnym. Paryż jest wyjątkiem, gdzie skomplikowane zależności (Assistance Publique) rządzą finansowaniem instytucji zdrowia publicznego. Marie i Jendrassik korespondowali dłużej, a w zachowanych listach znajduje się np. pytanie Mariego o praktyczne wskazówki dotyczące planowanej przez Charcota i jego żonę podróży do Konstantynopolu statkiem przez Dunaj. W 1893 roku Marie dzielił się z Jendrassikiem pomysłem założenia wraz z przyjacielem Édouardem Brissaudem nowego czasopisma, „Revue Neurologique”.

## Lista prac
- Beiträge zur Lehre von den Sehnenreflexen. „Deutsches Archiv für klinische Medizin”. 33, s. 177–199, 1883.
- Különös reflectiorius görcsök hysterikus nönél. Orvosi Hetilap 27, ss. 1183-1187 (1883)
- Zur Untersuchungsmethode des Kniephänomens. „Neurologisches Zentralblatt”. 4, s. 412–415, 1885.
- Jendrassik E, Marie P. Contribution à l'étude de l'hémiatrophie cérébrale par sclérose lobaire. Arch Physiol 1, ss. 51-105, 1885
- A hypnotismusról. Orvosi Hetilap 29; 53: 88, 1885
- Das Calomel als Diureticum. Deutsches Archiv für klinische Medizin 1885-1886, 38, 499-524.
- De l'hypnotisme. Archives de Neurologie 11 (1886)
- Vom Verhältnisse der Poliomyelencephalitis zur Basedow'sehen Krankheit[22]. (1886)
- A reflexek localisatiojáról. Orvosi Hetilap 30, ss. 1161; 1193, 1886
- Deutsches Archiv für klinische Medizin 52.
- Hypnoticus suggestio kísérletek. Gyógyászat 11. 140–142, 1887
- Einiges über Suggestion. „Neurologisches Zentralblatt”. 7, s. 321–330, 1888.
- A suggestióról. Orvosi Hetilap 32, ss. 746–749, 781–785 (1888)
- Az acetaliniid therapeutikus alkalmazasahoz. Orvosi Hetilap (1889) (Neurologisches Zentralblatt 8, 243)
- Weitere Untersuchungen uiber die Quecksilberdiurese. Deutsches Archiv für klinische Medizin 1890-1891, 47, 226-288.
- Pestk med-chir Presse, Nos. 7 & 14 (1890)
- Jendrassik E, Runge Miksa. Jendrassik Ernö tanár hátrahagyott iratai ; Az újszülöttek betegségei. Budapest: Magyar Orvosi Könyvkiadó Társulat, 1891.
- A hysteriás suggerálhatóságról. Orvosi Hetilap 42. 508–510, 43. 523–525, 44. 537–539, 45. 551–553. 1892
- Eszmecsere a hypnosis felett. Orvosi Hetilap 19-20, ss. 228-229, 254-260 (1892)
- Gyógyászat 21-22, ss. 250-253, 263-265, 1892
- Közlemeny az egyetemi II belklinikáról. Az arczideg viszonyáról a Könnyelválasztáshoz. Orvosi Hetilap 31-32, ss. 367-368, 380-381, 1893
- Sur le rôle du nerf facial dans la sécrétion des larmes. Revue neurologique, 7, 186-192 (1894)
- Ueber die allgemeine Localisation der Reflexe.Deutsches Archiv für klinische Medizin (1894)
- Ueber die Heilserumbehandlung der Diphtherie. Verhandl d Kongr f inn Med (1894)
- Zur Lehre vom Muskeltonus. „Neurologisches Zentralblatt”. 15, s. 781–787, 1896.
- Allgemeine Betrachtungen über das Wesen und die Function des vegetativen Nervensystems[10]. 1896
- Allgemeine Localisation der Reflexe. Archiv für klinische Medizin 52.
- Az idegen szavak nyelvünkben : nyilt levél a magyar nyelvőr szerkesztőjének. Budapest: Hornyánszky Viktor, 1896
- Ueber Paralysis spastica und über die vererbten Nervenkrankheiten. Deutsches Archiv für klinische Medizin Bd. 58 (1897)
- Ueber Hemiatrophia faciei. Deutsch Arch f Klin Med 59, ss. 222-247, 1897
- Zweiter Beitag zur Lehre von den vererbten Nerven krankheiten. Deutsches Archiv für klinische Medizin 61, 1898
- Ueber die Lokalisation der Tabes dorsalis. Deutsches Archiv für klinische Medizin 1898, 43, 61.
- Zweiter Beitrag zur Lehre v. d. vererbten Nervenkrankheiten. Deutsches Archiv für klinische Medizin 61
- Az Idegrendszer és az izomzat betegségei. Budapest, Stampfel 1899
- L’Association des médecins de la Hongrie. Paris: Masson, 1900
- Muss man das Fieber behandeln und wenn ja, auf welche Weise. Ungar. med. Presse 6, ss. 197; 290; 337, 1901
- Einige Bemerkungen zur Kritik des Herrn Dr. Glaeser über meine, die Antipyrese betreffende Arbeit. Pest. med.-chir. Presse 38, ss. 289-293, 1902
- Klinische Beiträge zum Studium der normalen und pathologischen Gangarten. Deutsches Archiv für klinische Medizin
- Beiträge zur Kenntniss der hereditären Krankheiten (Mit 33 Abbildungen)[23] (1902)
- Das Prinzip der Bewegungseinrichtung des Organismus[24]. 1904
- A neurastheniáról. Orvosi Hetilap 49, ss. 508; 523; 540; 558; 573; 588, 1905
- Weitere Beiträge zur Lehre vom Gehen. Archiv f Anat u Physiol Physiol Abteilung Suppl s. 287
- Die Prinzipien der Bewegungs-Einrichtungen der Organismen. Orvosi Hetilap 16
- Über Neurasthenie. (Sammlung klinischer Vorträge, No 426/427) Leipzig, Breitkopf & Härtel 1906
- Dritter Beitrag zur Lehre vom Gehen. Aren. f. (Anat. u.) Physiol., H. 3, 4, 187—204 (1906)
- Ueber den Mechanismus und die Lokalisation der psychischen Vorgänge. Neurologisches Zentralblatt 5/6, 194-201, 254-264 (1907)
- [The mechanism and localization of the mental functions]. Orvosi Hetilap 51, ss. 423; 443; 460, 1907
- Die hereditären Krankheiten. W: Lewandowsky M (red.): Handbuch der Neurologie. Berlin: Springer, 1911. Brak numerów stron w książce
- [Is dystrophy curable]. Orvosi Hetilap 53, ss. 523-525, 1909
- Gibt es heilbare Fälle von Dystrophie. Deutsche med. Wchnschr. 35, s. 830, 1909
- Ueber die Frage des Knabengeburten-Ueberschusses und über andere Hereditätsprobleme. Deutsche med. Wchnschr. 37, ss. 1729-1732, 1911
- [Causes of excess of births of boys over girls, and other problems of heredity]. Orvostud. értek. gyüjt. Magy. orv. Arch. 12, ss. 331-343, 1911
- Über Neurasthenie. Zentralblatt für Psychoanalyse und Psychotherapie 1, 114. 1911.
- Ueber den Denkprozess. Pest. med.-chir. Presse 50, ss. 257; 261; 267; 273; 277; 283, 1914
- Báró Korányi Frigyes lev. tag emlékezete. A belorvostan tankönyve. 1. köt. – 1914 p. 2. köt. – VI, 574 p. Budapest: Magyar Tudományos Akadémia, 1914
- Einige Bemerkungen zur Kriegsneurose. Neurologisches Zentralblatt 35, 496-500, ss. 1916
- A belorvostan tankönyve / Ángyán János [et al.]; szerk. Jendrassik E. 2. jav., bőv. kiad. / szerk. Herzog Ferenc Budapest: Mai Henrik, 1926
- Jendrassik E, Herzog Ferenc. Belorvosi diagnosztika. 2. jav., bőv. kiad. / szerk. Herzog Ferenc Budapest: Mai Henrik, 1926